# Abd Allah ibn al-Zubayr
Abd Allah ibn az-Zubayr, Abdullah ibn Zubayr o Ibn Zubayr  (en árabe: عبد الله بن الزبير ‘Abd Allāh ibn al-Zubayr, 624-692) fue un árabe Sahabi, hijo de Zubayr ibn al-Awwam y de Asma bint Abi Bakr, hija del primer califa Abu Bakr. Era el sobrino de Aisha, la tercera esposa del Profeta Mahoma, y primo de Qásim ibn Muhámmad ibn Abi Bakr, que a su vez era abuelo de Yá'far as-Sádiq.

## Biografía
Miembro de la tribu Banu Háshim, nació un año y ocho meses después de la hégira de Mahoma a Medina. Como tal, él fue el primer niño musulmán nacido en dicha ciudad. De joven, Abd Allah fue un participante activo en numerosas campañas militares en contra tanto del imperio bizantino, como del sasánida. Marchó a Sbeitla, Túnez, la capital del exarca bizantino de la provincia de África, y autoproclamado emperador local, Gregorio el Patricio, que fue derrotado y muerto en la batalla de Sufetula en 647.

### Carrera militar
Cuando era niño, durante el reinado del califa Úmar en 636, Ibn al-Zubayr pudo haber estado presente con su padre en la Batalla de Yarmuk contra los bizantinos en Siria. También estuvo presente con su padre en la campaña de Amr ibn al-As contra el Egipto bizantino en 640. En 647, Ibn al-Zubayr se distinguió en la conquista musulmana de Ifriqiya (África del Norte) bajo el mando del comandante Abd Allah ibn Sa'd. Durante esa campaña, Ibn al-Zubayr descubrió un punto vulnerable en las líneas de batalla de los defensores bizantinos y mató a su patricio, Gregorio. Fue alabado por esto por el califa Uthmán y pronunció un discurso de victoria, bien conocido por su elocuencia, a su regreso a Medina. Más tarde, se unió a Sa'id ibn al-As en la ofensiva de este último en el norte de Irán en 650. Uthman nombró a Ibn al-Zubayr a la comisión encargada de la recopilación del Corán. Durante el sitio rebelde de la casa de Uthmán en junio de 656, el califa puso a Ibn al-Zubayr a cargo de su defensa y, según los informes, resultó herido en los combates. Tras el asesinato de Uthmán, Ibn al-Zubayr luchó junto a su padre y su tía A'isha contra los partidarios del sucesor de Uthmán, el califa Ali, en la Batalla del Camello en Basora en diciembre. Al-Zubayr, su padre, murió allí mientras que Ibn al-Zubayr resultó herido mientras luchaba con uno de los comandantes de Ali, Málik al-Ashtar. Ali salió victorioso e Ibn al-Zubayr regresó con A'isha a Medina, participando más tarde en el arbitraje para poner fin a la Primera Fitna (guerra civil musulmana) en Adhruh o Dumat al-Jandal. Durante las conversaciones, aconsejó a Abd Allah ibn Úmar que pagara el apoyo de Amr ibn al-As. Ibn al-Zubayr heredó una fortuna significativa de su padre.

## Califato de Ibn az-Zubayr
Ibn az-Zubayr, no había participado activamente en política durante el reinado de Muawiya I, pero tras la ascensión de Yazid I, se negó a jurar lealtad al nuevo califa. Aconsejó a Husáin ibn Ali que situara su base en La Meca, así como en la lucha contra Yazid.
Yazid I era un gobernante opresivo y Husáin, nieto de Mahoma e hijo de Alí, sintió que tenía que hacerle frente. Tanto la familia de Abu Bakr, como la familia de Ali, pensaban que su régimen era injusto.
Cuando Husáin fue asesinado en la batalla de Karbala, Ibn az-Zubair reunió a la gente de La Meca y pronunció el siguiente discurso:

¡Oh pueblo! Ningún otro pueblo es peor que los iraquíes y entre los iraquíes, la gente de Kufa son los peores. Una y otra vez escribieron cartas y llamados al Imam Husáyn para tener Bay'at (lealtad) del califato. Pero cuando Ibn Zeyad llegó a Kufa, se reunieron alrededor de él y mataron al Imam Husáyn que era piadoso, observaba el ayuno, leía el Corán y merecía el califato en todos los aspectos.

Después de su discurso, la gente de La Meca declaró que nadie merecía el califato más que Ibn az-Zubayr y pidió que hiciera un juramento de lealtad a su califato. Cuando se enteró de esto, Yazid mandó hacer una cadena de plata y enviarla a La Meca con la intención de que Walid ibn Utbah arrestara a Ibn az-Zubair con ella.
Uno de sus seguidores, Muslim ibn Shihab, era el padre de Ibn Shihab az-Zuhri, quien se convirtió en un famoso erudito.
A la vez que consolidaba su poder mediante el envío de un gobernador a Kufa, Ibn Zubayr pronto estableció su poder en Irak, el sur de Arabia, en la mayor parte de Siria y parte de Egipto. Ibn Zubayr salió beneficiado en gran medida de la insatisfacción generalizada entre la población con el gobierno omeya. Yazid intentó poner fin a la rebelión de Ibn Zubayr, al invadir el Hiyaz, y tomó Medina después de la sangrienta batalla de Al-Harrah seguido por el asedio de La Meca, pero su repentina muerte puso fin a la campaña y lanzó a los omeyas al caos.
Esto, en esencia dividió el imperio islámico en dos esferas diferentes con dos califas, pero pronto la guerra civil había terminado: Ibn Zubayr perdería Egipto y todo lo que tenía de Siria frente a Marwán I. Esto, junto con las rebeliones del Jariyismo en Irak, hizo que se redujera su dominio a solo el Hiyaz.

## Abd al-Málik
Ibn Zubayr fue finalmente derrotado por Abd al-Málik, que envió a Al-Hayyach ibn Yúsuf a reunificar el imperio islámico. Hayyach derrotó y mató a Ibn Zubayr en el campo de batalla en 692, decapitó y crucificó su cuerpo, restableciendo el control de los Omeyas sobre el imperio islámico. 